# 79900 Coreglia
79900 Coreglia este un asteroid din centura principală de asteroizi.

## Descriere
79900 Coreglia este un asteroid din centura principală de asteroizi. A fost descoperit pe 21 ianuarie 1999 la Monte Agliale de Saura Donati. Asteroidul prezintă o orbită caracterizată de o semiaxă mare de 2,71 ua, o excentricitate de 0,17 și o înclinație de 3,7° în raport cu ecliptica.